# Stanisław Mayer
Stanisław Witold Mayer (ur. 7 sierpnia 1899 we Lwowie, zm. 19 czerwca 1982 w Londynie) – major dyplomowany artylerii Wojska Polskiego i Polskich Sił Zbrojnych, kawaler Orderu Virtuti Militari, w 1972 mianowany przez władze emigracyjne generałem brygady.

## Życiorys
W okresie 1916 – lipiec 1917 w Legionach Polskich w 1 pułku artylerii. Po kryzysie przysięgowym wcielony do armii austriackiej. W listopadzie 1918 powrócił do macierzystego pułku. W grudniu 1918 podporucznik. 19 stycznia 1921 roku został zatwierdzony z dniem 1 kwietnia 1920 roku w stopniu porucznika, w artylerii, w grupie oficerów byłych Legionów Polskich. 3 maja 1922 roku został zweryfikowany w stopniu porucznika ze starszeństwem z dniem 1 czerwca 1919 roku i 605. lokatą w korpusie oficerów artylerii.
Kapitan z 1 stycznia 1927. Służył w 1 pułku artylerii polowej Legionów do października 1929: oficer młodszy, dowódca baterii, dowódca dywizjonu. Od października 1929 roku był słuchaczem Wyższej Szkoły Wojennej w Warszawie. W październiku 1931 roku został asystentem taktyki artylerii w uczelni. Z dniem 15 stycznia 1935 roku został przeniesiony do 1 pułku artylerii lekkiej Legionów w Wilnie w celu odbycia praktyki liniowej na stanowisku dowódcy II dywizjonu. Czasowo pełnił także obowiązki zastępcy dowódcy tego oddziału. 27 czerwca 1935 roku awansował na majora ze starszeństwem z dniem 1 stycznia 1935 roku i 45. lokatą w korpusie oficerów artylerii. W listopadzie 1937 roku powrócił do Wyższej Szkoły Wojennej w Warszawie na stanowisko wykładowcy taktyki artylerii. W marcu 1939 roku został przydzielony do Oddziału III Sztabu Armii „Modlin”. Na tym stanowisku wziął udział w kampanii wrześniowej. 27 września 1939 dostał się w niemieckiej niewoli.
Po uwolnieniu w lipcu 1945 do 1947 szef sztabu artylerii 2 Korpusu we Włoszech i Wielkiej Brytanii. Podpułkownik dyplomowany z 1 stycznia 1946. Po demobilizacji pułkownik dyplomowany z 1 stycznia 1961. Osiedlił się w Londynie, gdzie zmarł. Zwłoki spopielono. Od 1949 roku był jednym z organizatorów Brygadowego Koła Młodych „Pogoń” oraz jednego z oddziałów koła o nazwie „Granat”. 27 lutego 1967 roku Naczelny Wódz, generał broni Władysław Anders mianował go komendantem Brygadowego Koła Młodych „Pogoń”. Generał brygady z 19 marca 1972 z awansu emigracyjnych władz w Londynie.

## Ordery i odznaczenia
- Krzyż Srebrny Orderu Wojskowego Virtuti Militari nr 5901
- Krzyż Oficerski Orderu Odrodzenia Polski
- Krzyż Walecznych (czterokrotnie)
- Złoty Krzyż Zasługi (10 listopada 1938)[7]
- Medal Niepodległości (15 kwietnia 1932)[8]
- Order Pogromcy Niedźwiedzia III klasy (Łotwa, 1922)[9]
- Medal 10 Rocznicy Wojny Niepodległościowej (Łotwa)[10]